# William Colyear (3e comte de Portmore)
William Charles Colyear, 3e comte de Portmore (1745–1823) est un pair écossais, titré vicomte Milsington jusqu'en 1785.

## Biographie
Il est le deuxième mais seul fils survivant de Charles Colyear (2e comte de Portmore), et de sa femme Juliana. Il est appelé vicomte Milsingtion en 1756 à la mort de son frère David.
Il fait ses études au Collège d'Eton et au St John's College, à Cambridge. En 1774, il se présente sans succès dans la circonscription d'Evesham en tant que conservateur.
Le 5 novembre 1770, il épouse Mary Leslie (1753-1799), seconde fille de John Leslie (10e comte de Rothes). Ils ont :
- Thomas Colyear (4e comte de Portmore) (1772-1835), qui épouse Lady Mary Elizabeth Bertie, puis Frances Murrells.
- William Colyear
- Francis Colyear (1781-1787)
- John David Colyear (décédé en 1801)
- Lady Mary Colyear (1773-1800)[4]
- Lady Julia Colyear (1774-1800)
- Lady Catherine Caroline Colyear, qui épouse James Bracknell

La mort des deux filles du couple, Mary et Julia, à Bath, à trois heures d'intervalle le même jour en 1800, fait l'objet d'un poème de Mary Young Sewell.
Comme son père le comte, le vicomte Milsington est un propriétaire de cheval de course; lui et sa femme sont des habitués des courses. Sa jument grise, Tiffany, remporte une épreuve aux courses de Salisbury en 1780 et son cheval Scarf court dans le Derby en 1781.
Il succède à son père en 1785 comme 3e comte de Portmore. Il meurt à Londres en 1823 et est remplacé par son fils Thomas Charles Colyear, 4e comte de Portmore.